# Salvation (album Alphaville)
Salvation – piąty album studyjny, niemieckiego tria synth-popowego – Alphaville, który został wydany 1 września 1997 roku, zaś album z dodatkowym bonusem został wydany tylko w Stanach Zjednoczonych w lipcu 1999 roku.

## Lista utworów

### Wersja oryginalna
1. „Inside Out” – 5:17
2. „Monkey in the Moon” – 3:53
3. „Guardian Angel” – 4:14
4. „Wishful Thinking” – 3:48
5. „Flame” – 3:49
6. „Point of Know Return” – 5:52
7. „Control” – 3:31
8. „Dangerous Places” – 3:58
9. „Spirit of the Age” – 4:31
10. „Soul Messiah” – 4:53
11. „New Horizons” – 5:35
12. „Pandora’s Lullaby” – 4:30

### Wersja z bonusem
1. „Life is King” – 6:10
2. „Wishful Thinking physical” – 5:54
3. „Monkey in the Moon demo” – 4:23